# Paul Scholz (Polizist)
Paul Scholz (* 1951 in Rosenheim) ist ein deutscher Polizeibeamter und war von Juli 2004 bis März 2011 Präsident des Landeskriminalamtes Sachsen.

## Leben
Paul Scholz trat 1970 in den Polizeidienst des Landes Baden-Württemberg ein und absolvierte die Ausbildung zum gehobenen Polizeivollzugsdienst. Nach diversen Verwendungen und dem Aufstieg in den höheren Polizeivollzugsdienst an der Polizei-Führungsakademie in Münster-Hiltrup nahm er unter anderem Funktionen als Leiter der Abteilung Schutzpolizei der Polizeidirektion Konstanz wahr.
Im Februar 1991 wechselte Scholz zur Polizei Sachsen, in welcher er bis Oktober des Jahres als Referatsleiter im Sächsischen Staatsministerium des Innern eingesetzt war. Im Anschluss wurde er Leiter des Polizeipräsidiums Dresden. 1996 ging er erneut in das Sächsische Innenministerium, bevor er ab 1999 bis 2001 Berater für den EU-Beitritt der Tschechischen Republik im Innenministerium in Prag wurde. Im Anschluss an seine Zeit in Prag war Scholz bis Juni 2004 Leiter des Präsidiums der Bereitschaftspolizei Sachsen.
Im Juli 2004 wurde er zum Präsidenten des Landeskriminalamtes Sachsen ernannt. Er trat die Nachfolge von Peter Raisch an, der zum Hessischen Landeskriminalamt wechselte. Dieses Amt übte er bis zu seiner Pensionierung im März 2011 aus.